# 金迪亞大區
金迪亞大區是畿內亞的8個大區之一，位於該國西部，首府設於金迪亞，北面和西面是博凱大區，東接拉貝大區和馬木大區，南毗塞拉利昂和大西洋，面積28,873平方公里，1996年人口928,312。
10°15′N 13°0′W / 10.250°N 13.000°W
1. ↑  . hdi.globaldatalab.org.   [2018-09-13] （英语）.